# 애섬량
《애섬량》(爱闪亮)은 2013년 방송되었던 중국의 드라마이다.

## 소개
- 어렵고 힘든 일이 닥쳐도 쉽게 좌절하거나 원망하지 않고, 언제나 최선을 다해 살아가는 착하고 이쁜 어린 과부의 이야기

## 등장 인물
- 장카이퉁 - 전주 역
- 판이천 - 장커펑 역
- 쉬정시 - 가오란 역
- 강이청 (Elanne Kong) - 캉린린 역
- 샤오한 (Jenny) - 뤼산산 역
- 바이판 - 강원장 역
- 주아영 (朱亚英) - 왕쉬에창 역
- 낙달화 (駱達華) - 딩야밍 역
- 조염염 (曹艳艳) - 딩야칭 역
- 왕방정 (王芳政) - 리핑 역
- 주민희 (朱玟晞) - 마리 역
- 호가영 (胡珈宁) - 샤오바이 역
- 오옥방 (吴玉芳) - 천위 역